# Plecturocebus dubius
Plecturocebus dubius (лат.) — вид приматов из семейства саковых. До 2016 года включался в состав рода Callicebus, однако по результатам молекулярно-генетических исследований Byrne с коллегами вид был перенесён в род Plecturocebus.

## Описание
На голове светлый хохолок, чёрные вибриссы соединяются тёмной полосой с чёрными ушами. Шерсть на макушке, спине, загривке тёмно-серая, бока тела, бакенбарды и горло красноватые, как и нижняя часть конечностей. Пальцы конечностей беловатые. Основание хвоста красно-коричневое, в остальном хвост чёрный за исключением белой кисточки на конце.

## Распространение
Ареал достаточно большой, плохо изученный, включает север Боливии, юго-восток Перу и три сопредельных бразильских штата.

## Статус популяции
В 2008 году Международный союз охраны природы присвоил этому виду охранный статус «Вызывающие наименьшие опасения» (LC).